# Natuurtrilogie
Antonín Dvořáks Natuurtrilogie is een drietal ouvertures met een thematisch verband. Zij werden gecomponeerd in de jaren 1890, voordat Dvořák in de Verenigde Staten verbleef.

## Ontstaan
In 1891 werd Dvořák meerdere malen onderscheiden. Zo ontving hij een eredoctoraat van de universiteiten van Cambridge en Praag en hij kreeg een aanbieding directeur te worden van het National Conservatory in New York.
De meeste muziek die Dvořák in zijn leven produceerde had hij toen al gecomponeerd: de meeste van zijn symfonieën en concerten en al zijn composities voor kamerensemble (waaronder zijn strijkkwartetten) waren voltooid.
Hij concentreerde zich daarna op het schrijven van programmamuziek, muziek die was gericht op het vertellen van een muzikaal verhaal geïnspireerd op gedichten, boeken, teksten, sprookjes, legendes, sagen etc. De trilogie ‘Natuur, Leven en Liefde’ (Priroda, Zivot a Láska op. 91, nummer 1 t/m 3) componeerde hij in 1891/2. Ze bestond uit drie delen die de belangrijkste aspecten van het bestaan verklankten. In alle drie de delen komt iedere keer hetzelfde ‘natuur’-thema terug wat de eenheid tussen de stukken versterkt. Toch zijn de drie stukken van elkaar behoorlijk verschillend en Dvořák gaf ze nadien ook onderscheidende titels: V prirode (in de natuur) werd op.91; Karneval (carneval) op.92 en op.93 kreeg de titel Othello.
‘In de natuur’ weerspiegelt een stille zomernacht waarmee Dvořák wilde duiden op het belangrijkste aspect van het leven: de natuur zelf - het werk is opgedragen aan de universiteit van Cambridge -; ‘Carnaval’ beeld het leven uit als een vrolijke boel, niet zonder melancholieke ondertonen - het werk is opgedragen aan de Praagse universiteit - en ‘Othello’ geeft de cyclus een evenwicht: het leven is niet alleen natuur en feest maar ook liefde, passie en jaloezie. 
In de huidige orkestpraktijk is de ouverture ‘Carnaval’ de meest gespeelde. Gedrieën worden zij bijna nooit uitgevoerd. Tijdens Dvořáks afscheidsconcert voor zijn vertrek naar de Verenigde Staten wel: op 28 april 1892 in Praag onder leiding van de componist en met het Tsjechisch Philharmonisch orkest.